# Ivan Albanese
Ivan Albanese (Luxemburg, 14 juli 1998) is een Luxemburgs voetballer die doorgaans speelt als aanvaller. 

## Carrière
Albanese begon met voetballen in de jeugd van Differdange 03. Omdat een debuut in het eerste elftal uitbleef, werd hij in januari 2018 verhuurd aan Hesperange. Bij deze club maakte hij zijn profdebuut. Na afloop van het seizoen vertrok hij definitief naar Swift Hesperange. In 2020 maakte hij de overstap naar reeksgenoot UN Käerjeng 97.

## Persoonlijk
Ivans broer Mirko is ook een profvoetballer.